# Le Colisée (Chalon-sur-Saône)
Le Colisée est une salle omnisports située à Chalon-sur-Saône.

## Présentation
Elle est principalement utilisée pour le basket-ball et abrite l'Élan sportif chalonnais. Construite en 2000-2001 et opérationnelle pour la saison 2001-2002 (inauguration le 29 septembre 2001), cette salle est d'une capacité de 4 948 places assises avec la particularité d'être ronde sur son deuxième niveau et quatre côtés sur son premier niveau (avec des places VIP, abonnements et supporters). Elle comprend également un gymnase annexe, des salles de réception, une pièce de musculation, une pièce de visionnage vidéo et les bureaux du club.

## Histoire
La salle est inaugurée le 29 septembre 2001 lors d'un match entre Chalon et Nancy. Pour sa première année, le Colisée a accueilli plus de 100 000 spectateurs.
L'Élan Chalon affiche une moyenne de 4000 spectateurs par match en Pro A soit la seule salle à faire 100 % de remplissage de 2001 à 2007. Cette salle passe à 5 000 places assises en 2012, ceci dans le but de satisfaire les exigences de l'Euroligue de basket-ball 2012-2013 puis à 4 948 places en 2015-2016 et finalement à 4 540 places en 2017. 
À noter que cette salle a accueilli d'autres évènements sportifs (Cyclo-cross, Handball...) et culturels (Carnaval de Chalon...) ces dernières années.
Le Colisée accueille le dernier carré de la Coupe d'Europe FIBA 2015-2016 (troisième compétition européenne de basket-ball) les 29 avril et 1er mai 2016.

## Accès
- Voiture : par l'autoroute A6 aux sorties Chalon nord ou Chalon sud
- Train : gare de Chalon-sur-Saône ou gare du Creusot TGV
- Avion : aérodrome de Champforgeuil, aéroport Dijon Bourgogne, ou aéroport de Lyon Saint-Exupery

## Galerie

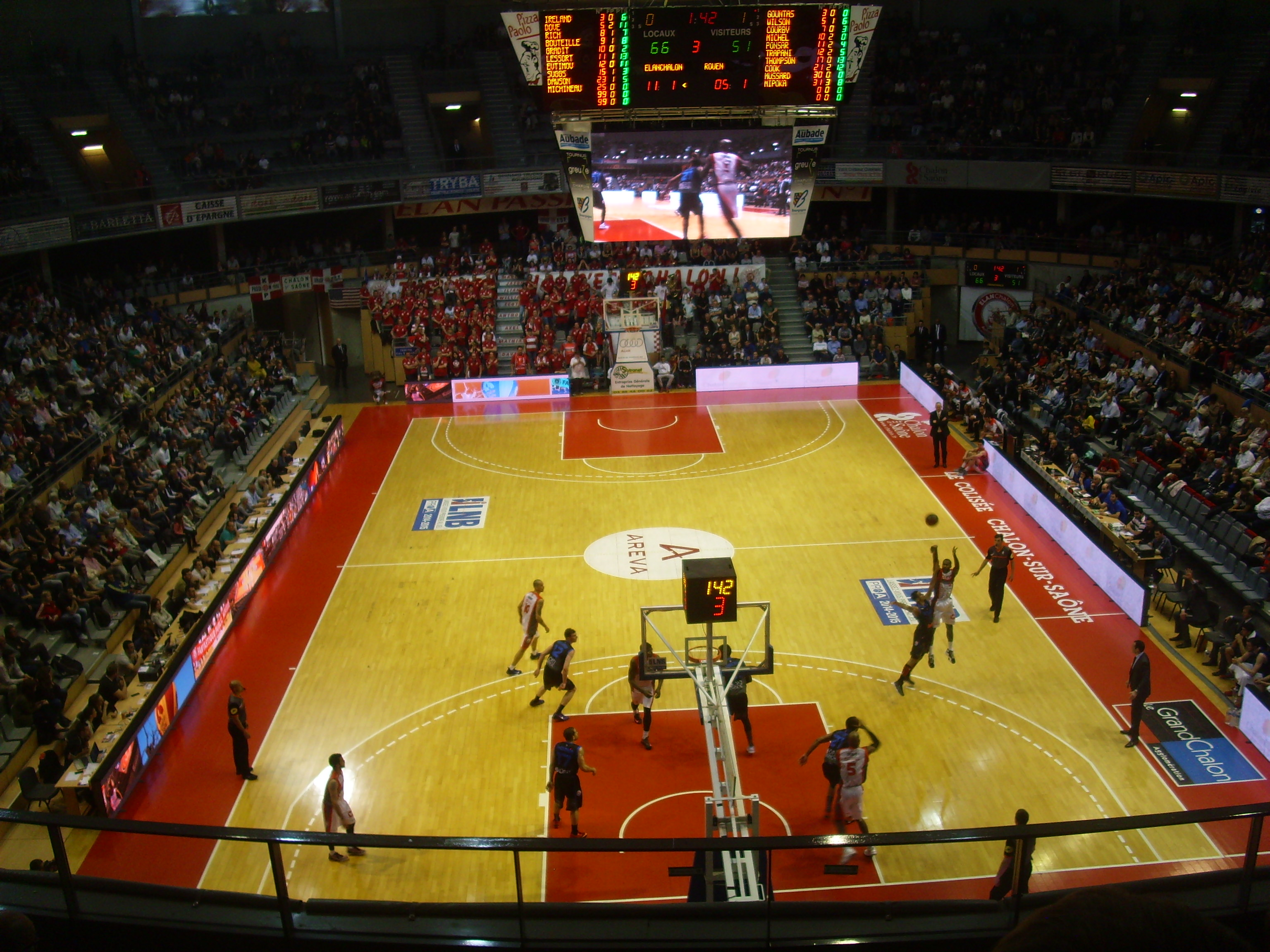
Match de Pro A en 2015 entre l'Élan Chalon et Rouen
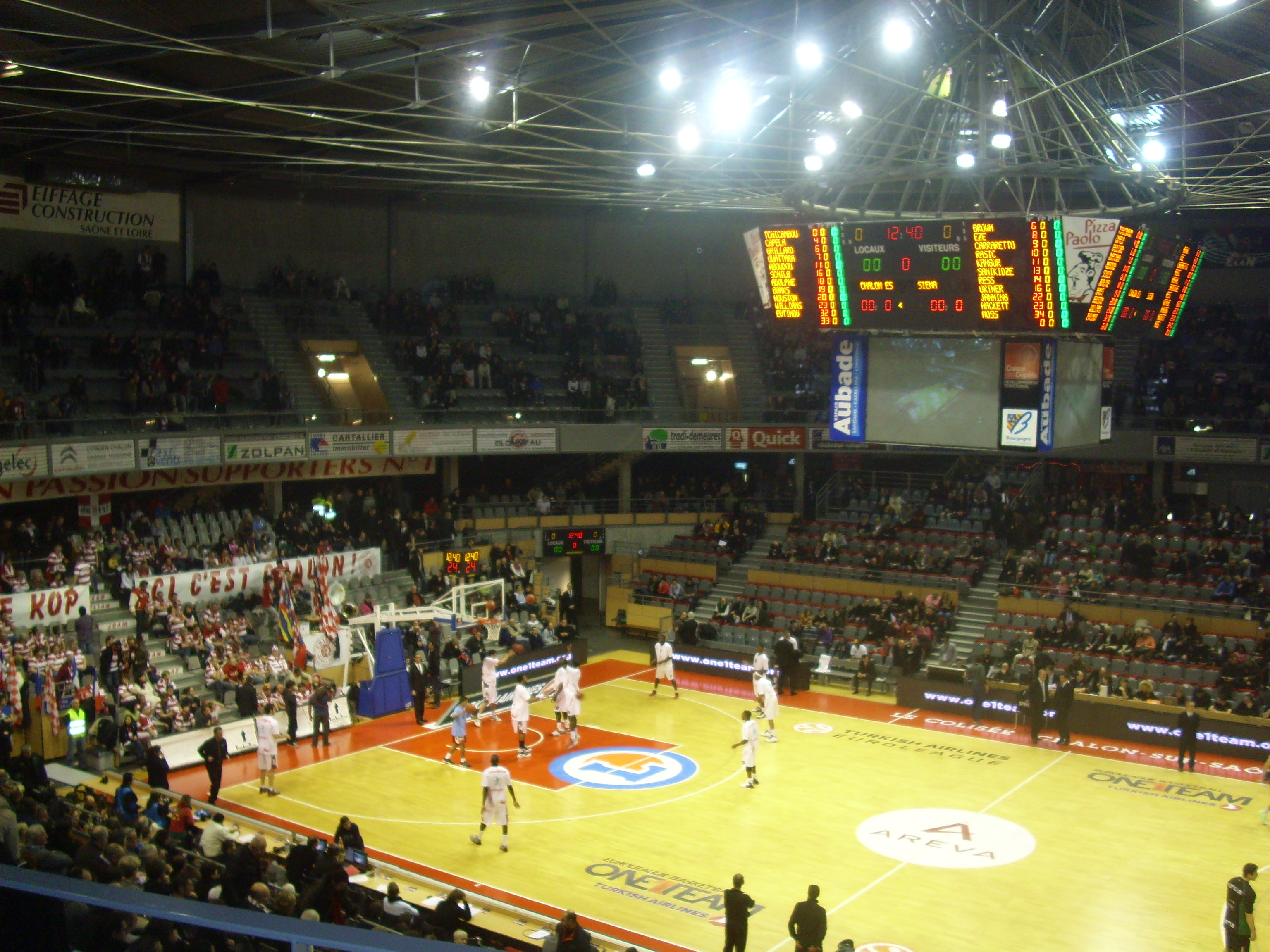
Le Colisée en configuration 5 000 places (en 2012)
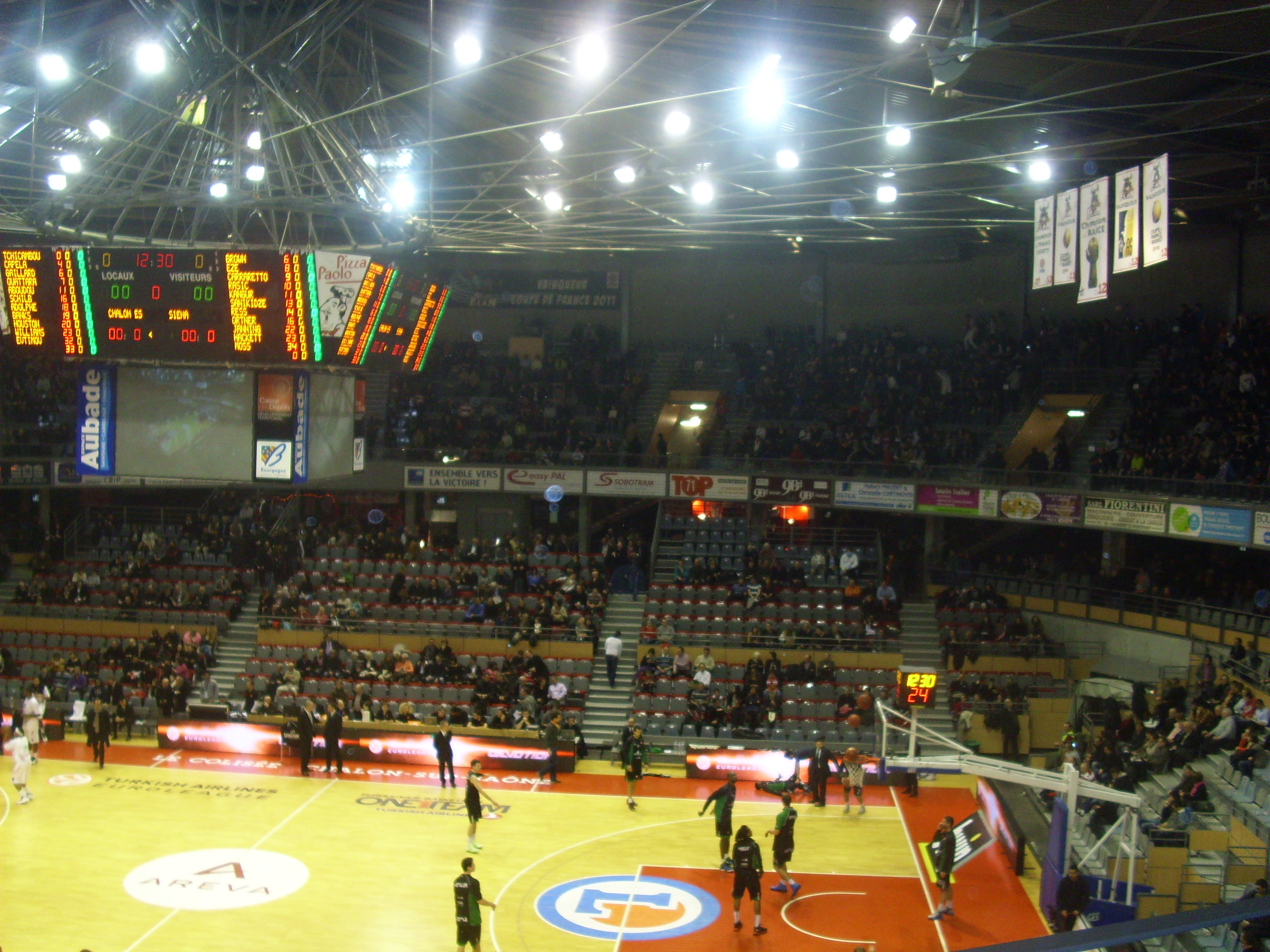
Le Colisée en configuration 5 000 places (en 2012)
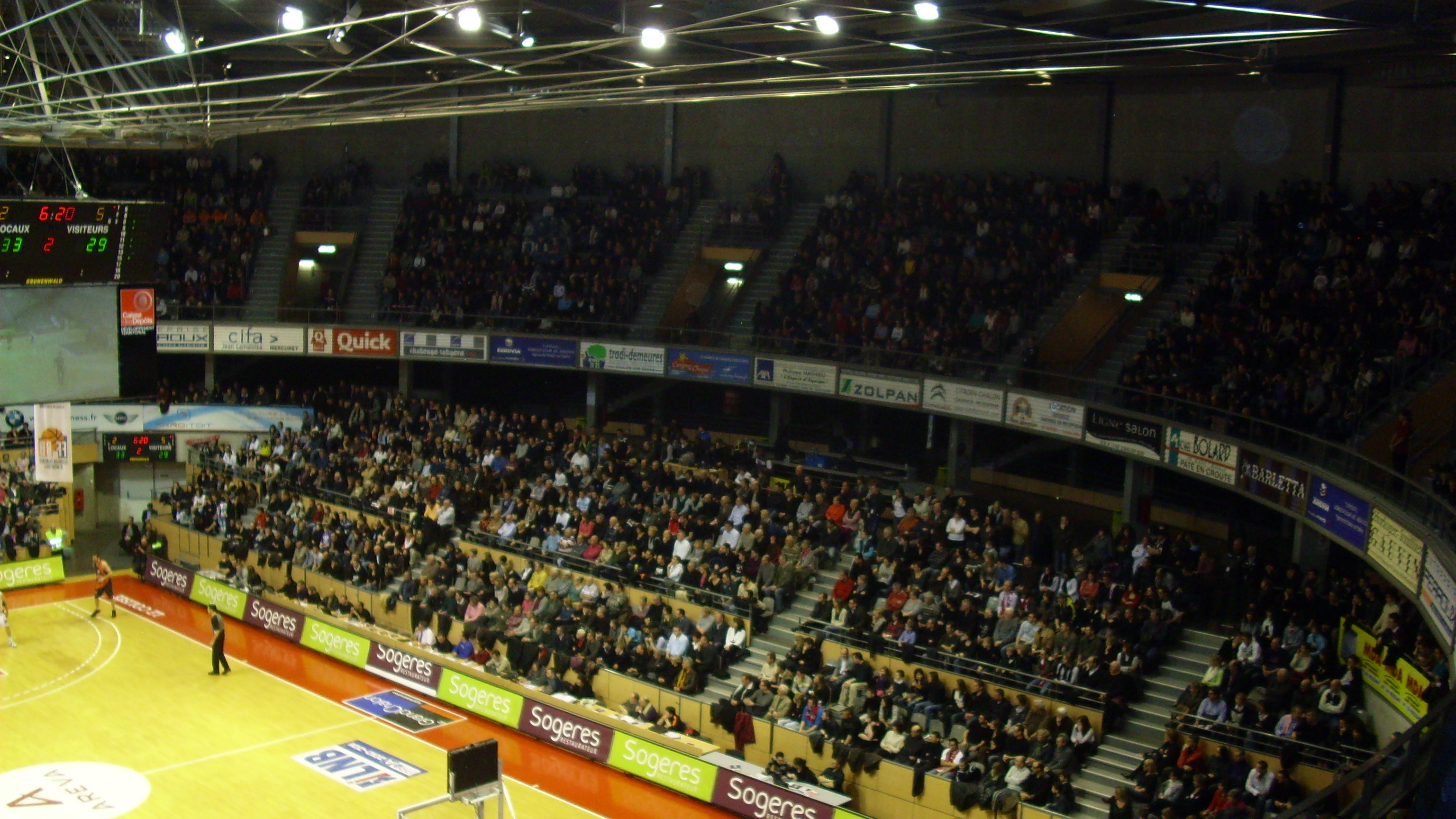
Match de l'Élan en 2011
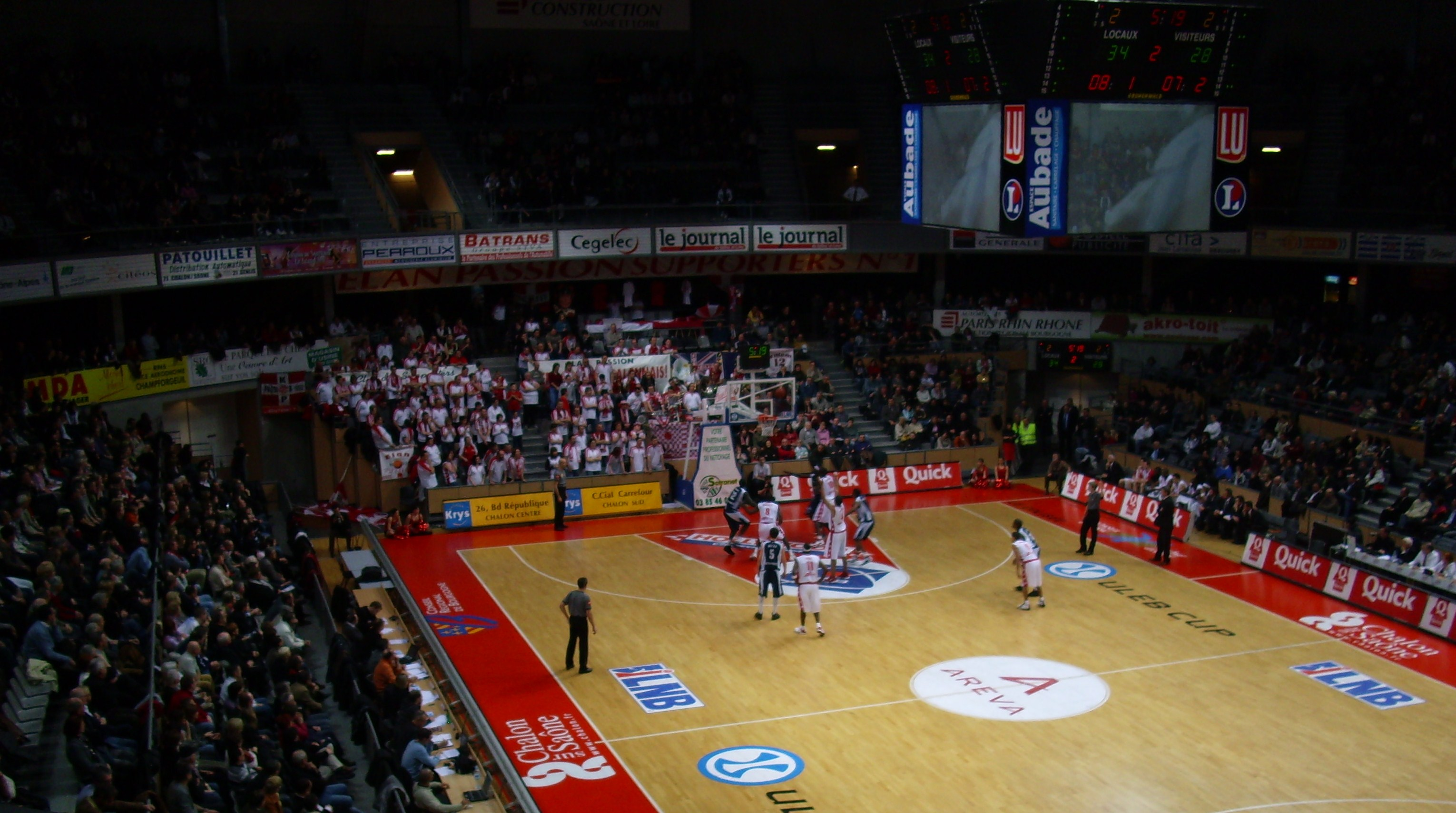
Match de l'Élan en 2008
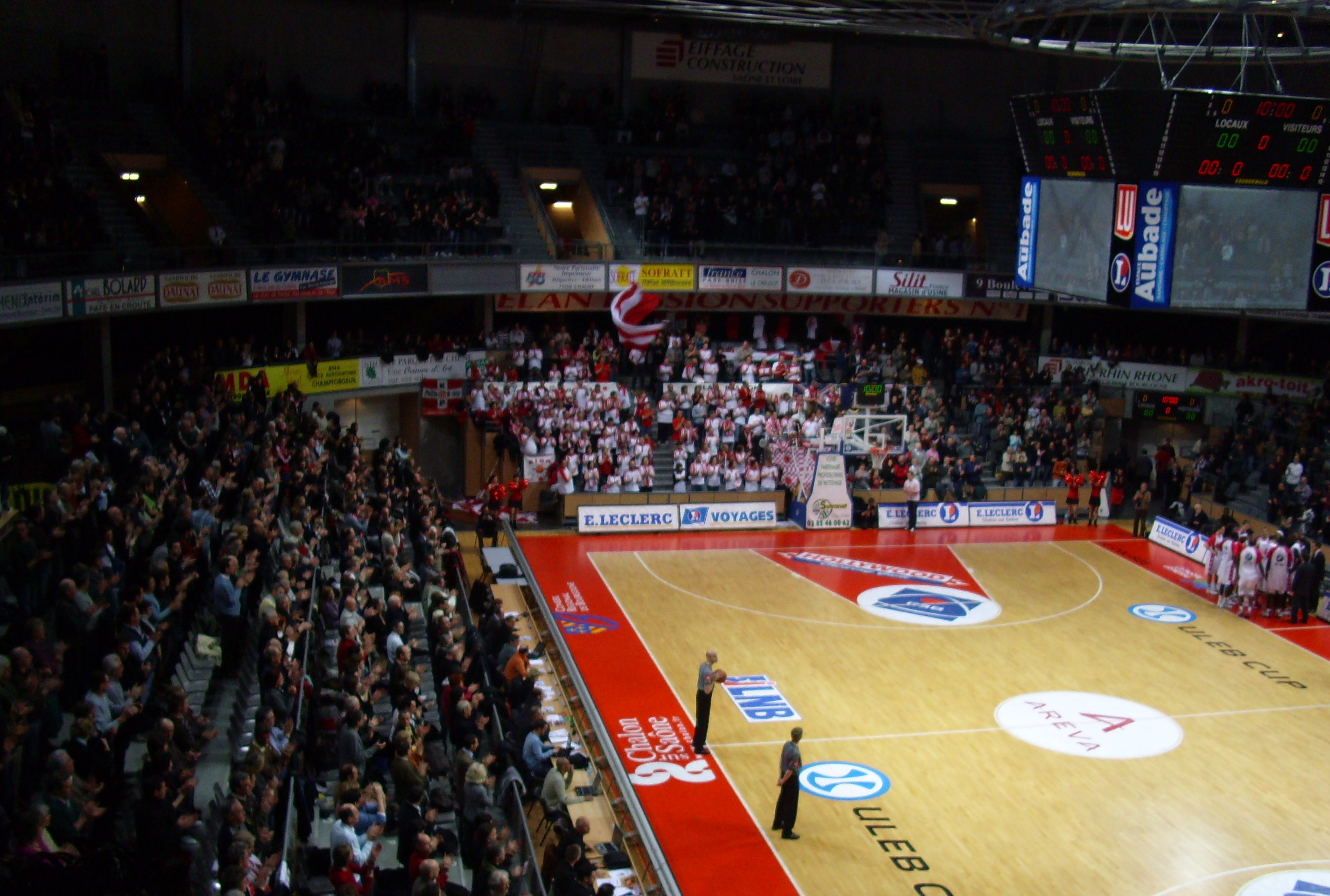
Match de l'Élan en 2008
Match de l'Élan en 2008